# Budic de Cornouaille
Pour les articles homonymes, voir Budic.
Budic de Cornouaille  comte de Cornouaille du VIe siècle

## Origine

### Budic fils de Daniel Drem Ruz
Le cartulaire de Landévennec copié au XIe siècle à l'abbaye de Landévennec, donne la liste des rois ou princes et des comtes de Cornouaille dans laquelle Budic et son frère Maxenti ou Maxen rí sont présentés comme les successeurs et fils (?) d'un certain Daniel Drem Ruz .

### Budic fils de Kybydan
Ce personnage est évoqué dans le Vita de saint Oudocée incluse dans le Livre de Llandaff (en):
Un homme nommé Budic, fils de Kybydan [Cybrdan], natif de Cornugallia (c'est-à-dire de Cornouaille) , arrive avec une flotte chez les Demetae dans la région du Dyfed à l'époque ou le roi local Aircol Lauhir (Aircol Lawhir), a été expulsé de son domaine. Lorsqu'il vit dans le pays, il prend pour femme une nommée Anauued [Anawfedd], fille d'Ensic [Ensych, le père de Teilo]. Sa mère était Guenhaf [Gwenhaf], la fille de Liuonui. De cette Anaumed lui sont nés: Ismael [Ysfael] et Tyfei [Tyfái], le martyr reposant à Pennalun.
Les deux fils aînés du couple: Ismael [Ysfael] et Tyfei [Tyfái], sont consacrés par leur oncle à la vie monastique le second est tué très jeune.
Après la mort d'un roi de Cornouaille Budic rentre en Armorique avec sa maisonnée dont son épouse enceinte à cette époque qui donne naissance à un troisième fils dénommé Oudocée (latin Oudoceus) qui sera plus tard envoyé étudier chez Teilo, comme cela lui avait été promis. Lorsque la Peste jaune [Y Fad Felen] ravage le Pays de Galles, Teilo se rend en Armorique où il rencontre Budic et Samson de Dol. Tous deux tentent sans succès de convaincre Teilo de ne pas retourner en Bretagne. L'association de Budic avec Aircol Lawhir, Samson, et la Peste Jaune (vers 547) suggère une naissance vers 500 pour Budic. Si cette estimation est correcte il ne se semble guère possible que ce Budic soit le père d'Oudoceus et de ses frères putatifs.

## Règne
Budic, dont le nom signifie « victorieux », établit au cours de son long règne le « royaume de Cornouaille », auquel il donne à peu près l'étendue de l'antique cité des Osismes. Ses domaines sont bordés au nord par ceux du « comte » Conomor, peut-être initialement son vassal, qui épouse une de ses filles, et à l'est par la principauté de Waroch. Il semble, comme Conomor, être également intervenu sur l'autre rive de la Manche.
Grégoire de Tours évoque un certain Budic (Bodicus), comtes des Bretons, identifié par la suite comme comte de Cornouaille , contemporain et allié de Macliau (Macliavus) avec qui il conclut un accord selon lequel les domaines du premier décédé reviendraient au survivant. À la mort de Budic, Macliau chasse son fils Théodoric (Theodoricus nommé Thierry par Grégoire de Tours), qui s'exile sans doute en Bretagne dans le pays de Gwent, contrôlé par sa famille maternelle. Théodoric revient d'exil plusieurs années plus tard, et, en 577, il tue Macliau et son fils Iacob et partage le domaine paternel avec Waroch, le fils et héritier de Macliau,. Il semble que ce Bodic soit identifiable avec le second Budic.

## Postérité
Selon la Vita de saint Oudocée, Ismael [Ysfael] est le fils aîné de Budic, et d'Anawfedd ferch Ensic, la sœur de Teilo.
Né au Dyfed pendant l'exil de son père il serait revenu en Bretagne avec ses frères avant de retourner au pays de Galles peut-être avec Teilo. la Vita de manière anachronique fait de Ismael et Tyfái des disciples de Dubrice comme Teilo lui-même. Selon la Vita de David de Ménevie Ismael est présent avec Teilo lorsque le saint fonde son monastère à Ménévie il serait même devenu évêque en succession du même David toutefois Ysfael n'est pas mentionné dans la liste des évêques de Ménevie établie par Giraldus Cambrensis. Plusieurs églises lui sont dédicacées Uzmaston près de Haverford, Camros et Haroldston, Rosemarket et St.Ishmaels [Llanisan-yn-Rhos] . Sa mort est mentionnée un 16 juin ou un 25 juin jour où il est fété à Uzmaston.
La Vita d'Oudocée mentionne Tyfei [Tyfái] comme le second fils de Budic et de son épouse. Il serait lui-aussi revenu en Bretagne avec ses parents avant de repartir au Pays de Galles rejoindre Teilo dont il devient le disciple. Tyfái aurait été tué accidentellement alors qu’il n’était encore qu'un enfant par un certain Tutuc [Tudwg] et il est inhumé à Penalun [Penally] en Dyfed. Considéré comme martyr et saint il est le patron de Lamphey [ou Llandyfái ] en Dyfed et de Llan-dyfeisant en Ystrad Tywi. la date de sa fête est inconnue bien que le 27 mars soit parfois avancé.
Selon les généalogies galloises une fille anonyme de Teithfallt (c'est-à-dire Théodosius) ap Nynniaw roi de Gwent épouse Budic qui règne sur l'Armorique. Leur fils Tewdrig (c'est-à-dire: Théodoric), exilé après la mort de Budic trouve refuge dans le royaume de son grand-père maternel. Sa vaillance dans les combats le fait choisir comme roi de Gwent vers 550 auquel il adjoint ensuite le royaume de Glywysing.
Par ailleurs, Budic est également présenté dans la Vita S. Melori, écrite probablement par Omnès, évêque du Léon dans la seconde moitié du XIe siècle, comme le père de Saint Miliau et de son frère et meurtrier Rivod et comme le grand père de Méloir. Dans cette Vita il est aussi indiqué que Conomor vit avec une sœur du père de Méloir (saint Miliau), veuve de Iona de Domnomée qui serait donc une fille de Budic de Cornouaille.

## Article lié
- Budic d'Armorique

## Source
- Bernard Merdrignac D'une Bretagne à l'autre. Les migrations bretonnes entre histoire et légende Presses universitaires de Rennes, 2012  (ISBN 9782753517769).
- Arthur de La Borderie Histoire de la Bretagne (1896). Tome premier, réédition Joseph Floch, Mayenne (1975).
- (en) Peter Bartrum, A Welsh Classical Dictionary : People in History and Legend Up to about A.D. 1000, Aberystwyth, National Library of Wales, 1993, 649 p. (ISBN 978-0-907158-73-8), p. 77 BUDIC (1) son of DANIEL. (480), BUDIC (2) son of CYBRDAN. (500), Budic (3) or Bodic p. 78.